# Тмутараканское княжество
Тмутарака́нское кня́жество — русское княжество, существовавшее в X—XI веках с центром в городе Тмутаракань (Тамань). Упоминается в русских летописях и «Слове о полку Игореве». Поскольку точное местоположение княжества было неизвестно, многие считали его вымышленным. В 1792 году был обнаружен Тмутараканский камень, на месте нахождения которого археологами открыты развалины Тмутаракани.
Традиционно считается, что княжество включало в себя территорию от Восточного Крыма и вплоть до предгорий Кавказа, являясь крупным политическим образованием. С другой стороны, отмечалась «гипотетичность» подобных построений.

## Археологические памятники
Тмутараканское княжество широко известно по знаменитому Тмутараканскому камню, на котором князь Глеб Святославич, прибывший княжить в Тмутараканское княжество, в 1068 году отметил результаты замера расстояния по льду через Керченский пролив между двумя важнейшими городами княжества, контролировавшими торговый путь через Керченский пролив — Тмутараканью (современная Тамань) и Корчевым (современная Керчь). Расстояние в 14000 маховых сажень соответствуют 24 км, что очень точно совпадает с расстоянием между центральными храмами Керчи (церковь Святого Иоанна Предтечи) и Тмутаракани (церковь Богородицы)
«В лето 6576 индикта 6 Глеб князь мерил море по леду от Тмутороканя до Корчева 14000 сажен».
Глеб Святославич посвятил памятный камень весьма нетривиальной геодезической задаче. Расстояние до линии горизонта всего 4,7 км, то есть князь мог видеть только возвышающийся над горизонтом холм справа от Керчи и потерять из виду Тамань посередине пролива. На текущий момент не ясно, как в таких условиях он смог выдержать с такой точностью прямолинейность движения. Сомнительно, что выполнить на льду нетривиальные мероприятия по измерению расстояния возможно было при наличии неприятельского гарнизона в Корчеве, который вряд ли бы оценил действия князя как научную миссию, а скорее как военный поход, что привело бы к вооружённому столкновению. Поэтому исследователи считают, что Тмутараканский камень — одно из основных доказательств княжеского контроля над Корчевым и Тмутараканью одновременно как минимум к моменту измерений; в частности А. А. Медынцева считает, что засвидетельствовать права Глеба на княжеский стол, а княжества — на оба берега Керченского пролива являлось прямым назначением надписи.
В то же время существует мнение, что Тмутараканский камень и надпись на нём не являются доказательством вхождения восточного Крыма в состав княжества; так, ещё Б. А. Рыбаков вероятной причиной действий Глеба называл лишь символическое определение расстояния между Европой и Азией. В. Н. Чхаидзе пишет, что русское название «Корчев», встречающееся «лишь в надписи на камне», также не может являться свидетельством подчинения этого города Тмутаракани, и подобные утверждения следует отнести к числу «слабо аргументированных гипотез», а часть обнаруженных монет с именами русских князей является современными подделками.

### Тмутаракань (Тамань)
Столица княжества Тмутаракань (Тамань) являлась мощной каменной крепостью, в IX веке построенной хазарами и в XI веке достроенной русами. Руины города сохранились по сей день.
Доктор исторических наук С. А. Плетнёва проводила раскопки около стены Тмутаракани.
Целой славянской керамики почти не сохранилось. Однако анализ обломков керамики, принадлежащих разным культурам, позволяет сделать некоторые выводы. По составленной Плетнёвой «карте датирующих типов керамики» видно, что после того, как Святослав в X веке сжёг хазарские постройки в городе, оставив только оборонительную стену, в городе исчезает хазарская керамика и доминируют мелкие обломки древнерусской керамики, а с XI века ей составляет конкуренцию только простейшая круговая керамика без культурной привязки. Согласно этому анализу, до сожжения города в XIII веке монголами русские доминировали в поселении.
Исследования Плетнёвой указывают на чрезвычайно мощные стены города толщиной 7,6 метра, сложенные из сырцового кирпича. Русские затем укрепили стену панцирем из камней толщиной почти в 1 метр, вероятно, от стенобитных орудий. Высота стены неизвестна, но исследователь полагает, что её высота была как минимум в два раза больше толщины, то есть от 16 метров. В начале XI века русские соорудили для неё отмостку для защиты стены от попадания влаги под неё, то есть русским было известно, что трещины в стене происходят от эффекта пучения грунта зимой, и что отмостка предотвращает этот эффект. Также внутри стены проложены деформационные глинобитные швы, очевидно, для защиты от землетрясений.
В то время город называли в письменных источниках ещё «русским островом» буквально, так как дельта Кубани выглядела иначе и наряду с Керченским проливом город с востока отделяли от суши рукава дельты реки, впадающие и в Азовское, и в Чёрные моря. При этом протоки дельты Кубани образовывали многочисленные пресные озёра. Стена города была построена прямо на берегу одного из таких озёр, которое в данный момент высохло и представляет собой поляну «Сухое озеро». Со стороны моря город не нуждался в высоких стенах, так как берег представляет собой почти вертикальный обрыв. Судя по отсутствию пожаров по археологическим данным, город никто не смог взять приступом до монголо-татарского нашествия в XIII веке.
Со стороны Керченского пролива Тмутаракань имела очень удобную гавань, защищённую с обеих сторон мысами. Поэтому мощная фортификация и крупный морской порт того времени, находящийся на оживлённом торговом пути, предопределили выбор Тмутаракани как столицы княжества. В столице княжества имелись мощёные улицы, и многие здания знати были каменными с мраморной облицовкой.
В Тамани сохранился фундамент церкви Богородицы XI века, а также другие здания, связанные с функционированием Таматархской епархии, которые можно увидеть сейчас в организованном на месте раскопок археологическом заповеднике. По мнению исследователей, храм был построен в XI веке по проекту, сходному с церковью Святого Иоанна Предтечи в Керчи. В Таматархской епархии работал крупнейший летописец Киевской Руси Никон.
Археология указывает на следы пребывания русской дружины в Тмутаракани. Была обнаружена каменная форма для отливки металлических декоративных бляшек для поясов, которые носили русские дружинники в X веке. Была найдена накладка на лук со знаком Рюриковичей, который указывал, что обладателем лука был тмутараканский князь Мстислав Владимирович.

### Корчев (Керчь)
В Корчеве находилась каменная византийская православная церковь Святого Иоанна Предтечи VI века. Восстановленный в X веке храм прекрасно сохранился и доступен для посещений. Возможно, это самый древний каменный храм в пределах фактической территории России.
Сам храм находился внутри византийской крепости Боспор, построенной ещё Юстинианом I, которая потом веками переходила из рук в руки. Император Константин Багрянородный издавал документы, связанные с перестройкой крепости после падения хазар. Тактикон Икономидиса (Эскуриальский Тактикон) указывает на значение крепости в связи с территориальной экспансией Руси в Крым. Судя по источникам, русские возвели рядом с Боспором город «Руска», пока не найденный археологами, но который упоминается в договорах византийцев с генуэзцами в 1169 и 1192 годах, наряду с Тмутараканью (Матархой), то есть как город сравнимой значимости. Тмутараканский камень указывает, что Керчь перешла под контроль Руси не позднее 1068 года. Вполне возможно, Боспор был захвачен в 1016 году при подавлении мятежа Георгия Цулы, где он укрывался после бегства из Херсонеса. Георгий Цула был мятежным греческим стратигом, и Византия обратилась к русским князьям с просьбой помочь устранить сепаратиста. Потерю контроля над Боспором косвенно подтверждают византийские источники в 1057 году, указывающие лишь две фемы в Таврике — Херсон и Сугдея (совр. Судак).
Среди древнерусских городов того времени даже Киев представлял собой город, огороженный простым земляным валом и деревянным надстройками над ним, которые не представляли сложности для серьезного штурма как русским князьям, так и Батыю, который сжег Киев в 1240 году. В то же время Тмутараканское княжество, получив контроль над Боспором, получило в своё распоряжение одну из мощнейших каменных цитаделей в мире, которая с генуэзскими и турецкими перестройками смогла дожить фрагментами до 1829 года, пока стены не были разобраны, так как мешали застройке Керчи. При раскопках Т. И. Макаровой удалось установить, что крепость во время Тмутараканского княжества ещё сохраняла постройку Юстиниана I, так как была сложена из кирпича византийской кладкой opus spicatum. Высоту стены цитадели по ширине установить сложно, так как использовался очень крепкий и дорогой обожжённый кирпич плинфа, поэтому стену оставили внутри с проходом для воинов.
Византийский Боспор превращается в русский Корчев от русского «корча» — кузница, что указывает на большое производство в нём металлического оружия и металлических предметов быта. Город, очевидно, получает наместника тмутараканского князя, так как там обнаружены свинцовые вислые печати княжеского наместника Ратибора, и там же было найдено много монет Тмутараканского княжества. Вислые печати обычно крепились к официальным документам на манер пломбы как защита от подделки, что указывает обычно на работу канцелярии древнерусского князя или его наместника. Тмутараканские монеты являлись биллонными, то есть номинальная их стоимость была выше чем реальная стоимость серебра в них. Биллонные монеты не могут находиться в хождении на территории без формальной власти над территорией того, кто их выпустил.
В Боспоре меньше встречается славянской керамики, но в захоронениях находят новгородские стеклянные бусы. Тем не менее, в части Боспора-Корчева, исследованном археологами, население, следующее провинциальному византийскому быту, являлось большинством. Византийские обычаи не означали греческой национальности, а были культурной приверженностью романизированных болгар, готов и других народов полиэтнического города. Как отмечает Вадим Майко, в Корчеве и Тмутаракани по археологии видно, что романизированная часть населения синхронно меняет свои привычки по отношению к предметам быта и архитектуре частных построек, что указывает на общность двух этих городов. Майко называет этот феномен как русско-византийский «кондоминиум», когда неявно был принят обычай, что население не поддерживало ни русских, ни византийцев при борьбе за власть в городе и относилось к этому как к формальной смене правителей, поэтому границы между византийскими и русскими владения в Крыму носят весьма условный характер.
В данный момент активные археологические раскопки ведутся в зоне строительства Крымского моста.

### Сурож (Судак)
Начиная с XV века в русских сборниках появляется «Житие Стефана Сурожского», в которое включён рассказ о походе  в начале IX века князя Бравлина, который взял штурмом Сурож. При этом кроме русской редакции Жития  обнаружена и краткая греческая версия текста, в которой эпизод с нападением князя Бравлина на Сурож отсутствует.
В. Майко указывает на множество археологических находок в Судаке времени Тмутараканского княжества: шиферные пряслица, керамические яйца-писанки и печать тмутараканского князя Давыда Игоревича. Майко особенно отмечает обнаружение древнерусской гривны. Такие крупные слитки серебра использовались только для очень крупных финансовых операций и являются доказательством присутствия большого количества русских купцов. Собранные находки, по мнению Майко, указывают не просто на присутствие русских в городе, а также на протекторат Тьмутараканского княжества над городом примерно в интервале 1050—1080 годов. Протекторат означает, что де-юре город считался византийским владением, а де-факто контролировался русскими дружинами.
В Судаке также находят стеклянные новгородские бусы в захоронениях. При этом обращает на себя внимание тот факт, что русских артефактов в Судаке и других регионах Крыма, соседних с Керчью, больше, чем в Керчи. Впрочем, это может быть связано с тем, что археологические исследования далеки от завершения, и их удалось найти больше по случайности. Например, большинство артефактов, исследованных Майко, были обнаружены аквалангистами после 2005 года.

### Белая Вежа (Левобережное Цимлянское городище)
Кроме мощной крепости Боспор, построенной византийцами на территории современной Керчи, Тмутараканскому княжеству досталась также мощная крепость Саркел, построенная также из обожжённого кирпича. Крепость контролировала важнейшие торговые пути. Крепость стояла на Дону и являлась ключом к выходу в Азовское море. Кроме этого, крепость контролировала и волгодонскую переволоку.
Крепость построена византийскими инженерами во главе с Петроной Каматиром по заказу правителей Хазарии с разрешения императора Феофила, который был заинтересован в стабильной торговле по путям, ведущим в Византию, с защитой от разбойных набегов на купцов печенегов.
Петрона Каматир, прибыв с флотом на место строительства, столкнулся с такой серьёзной проблемой, как полное отсутствие пригодных строительных материалов на месте. Однако он вышел из положения, просто приказав растолочь ракушки и смешать с глиной вместо извести, и далее из неё были получены очень крепкие обожжёные кирпичи. Крепость располагалась на мысе, отделённом от берега рвом. У стены находился второй ров. По форме крепость представляет собой четырёхугольник (193,5 м на 133,5 м). Толстые (3,75 м), высокие (не менее 10 м) стены усилены башенными выступами и массивными угловыми башнями. Крепость имела несколько линий обороны. Внутри делилась на две части поперечной стеной. В меньшую юго-западную часть можно было попасть только изнутри, в её южном углу располагалась укреплённая квадратная башня-донжон.
В 965 году Саркел был захвачен штурмом дружиной князя Святослава Игоревича. После этого поселение стало называться по-русски — Белая Вежа. Присутствие в ней постоянного славянского населения подтверждается археологически. Несмотря на удалённость крепости и малочисленность её жителей, мощные фортификации не позволяли её захватить до 1117 года, когда половцы разорили город. В эпиграфической надписи на стене Софийского собора в Киеве упоминается священник из Белой Вежи — попин Тяткюш. Беловежцы переселились на Русь, в Переяславское княжество.

## История
О времени завоевания Тмутаракани Древнерусским государством в источниках сведений нет. Считается, что оно произошло либо во время восточного похода Святослава в 965 году, либо во время корсунского похода Владимира в 988 году. Ранее эта территория входила в состав Хазарского каганата, принадлежала Византийской империи, а до того была ядром Боспорского царства.
Во второй половине X века в составе Тмутараканского княжества и под его контролем находились — Северное Причерноморье, Приазовье, Восточный Крым с Керчью (Корчевым), крепость Белая Вежа и Тамань.
В 988/1010—1036 годах княжество было во владении Мстислава Владимировича (умер в 1036). В 1022 году Мстислав покорил касогов, убив в поединке их князя Редедю. После этой победы в Тмутаракани им была основана церковь Богородицы, которая представляла сооружение столь же важное для древнерусского зодчества как Десятинная церковь, поскольку, в отличие от первых русских храмов, также была каменным сооружением с фресками и размером длиной 16,5 м и шириной в 10,65 м.
В 1024 году состоялась битва при Листвене, которая закрепила авторитет Тмутараканского княжества. В 1030 году Мстислав Владимирович совершил поход на Ширван. В 1032 году в союзе с сарирцами и аланами — второй поход на Ширван. В 1033 году, в союзе с аланами, князь совершил третий, неудачный, поход на это закавказское государство.
С 1054 года Тмутараканское княжество входило во владения черниговского князя Святослава Ярославича. Во 2-й половине XI века в княжестве правили его сыновья Глеб, Роман и Олег Святославичи. В поздний период оно неоднократно захватывалось другими князьями. В XI веке половецкие кочевья отрезали с севера Тмутаракань от Руси.
В 1083 году с помощью византийского флота в Тмутаракани воцаряется Олег Святославич — последний летописный тмутараканский князь. Он же под именем Михаила фигурирует как византийский архонт Матархи, Зихии и всей Хазарии<.

## Прекращение существования и отток русского населения
Последний раз Тмутаракань упомянута в русских летописях под 1094 годом в связи с княжением Олега Святославовича, который, вероятно, правил княжеством до смерти в 1115 году. В арабских источниках Тмутараканское княжество упоминается косвенно географом ал-Идриси в 1159 году, который в своём Атласе Мира, известном как Книга Рожера, называет Керченский пролив «устьем русской реки». Он упоминает также ещё не идентифицированный город «Руска» в Керченском проливе. Этот же город, наряду с Матархой (Тмутараканью), фигурирует и в договорах византийских императоров с генуэзцами, заключённых в 1169 и 1192 годах.
Русское население продолжало проживать в Крыму, и дату его исхода можно также установить по источникам. После битвы на Калке в 1224 году крымская часть территории Тмутараканского княжества включается в состав Золотой Орды, и мусульманский хронист Ибн аль-Асир (1160—1233) пишет, что «многие из знатных купцов и богачей русских» бежали, спасая жизнь, имущество и товары.

## Правители
- 988/1015 — 1036 гг. — Мстислав Владимирович Храбрый (ум. 1036), также князь Черниговский с 1024 года. Наместник в Тмутараканском княжестве с 988 года, великого князя киевского Владимира Святославича. Самостоятельное правление с 1015 — по 1036 гг.
- после 1054—1064 гг. — Глеб Святославич (ум. 1078), князь Новгородский с 1068.
- 1064—1067 гг. — Ростислав Владимирович (ум. 1067), князь Владимиро-Волынский 1057—1064.
- 1067—1068 гг. — Глеб Святославич (повторно).
- 1069—1079 гг. — Роман Святославич Красный (ум. 1079).
- 1081—1083 гг. — Давыд Игоревич (ок.1058 — 1112, князь Владимиро-Волынский 1087—1099, князь дорогобужский 1085, 1099—1112
- 1081—1083 гг. — Володарь Ростиславич (ум. 1124), князь звенигородский 1085—1092, князь перемышльский с 1092
- 1083/1093 — 1115 гг. — Олег Святославич (ум. 1115), князь Владимиро-Волынский 1073—1076, Черниговский 1078, 1093 — 1096, князь Новгород-Северский с 1097 года. В ссылке в Византии — на острове Родос с 1079 — до 1093 года. Бежал из ссылки в Тмутаракань в 1093 году, самостоятельное правление с 1093 — по 1094 гг.

## Экономика княжества
Тмутараканское княжество обладало выгодным положением, контролируя сразу несколько торговых путей, включая часть стратегического торгового пути, связывавшего Днепр и Чёрное море с Каспийским морем через Керченский пролив и Дон. Также через Керченский пролив лежал сухопутный торговый путь в сам Крым.
От предшественников Тмутараканское княжество унаследовало структуру экономики, в которой в аграрном секторе выделялось виноделие. В отличие от других русских княжеств, где выращивание винограда было невозможно по климатическим причинам, Тмутаракань производила ценный экспортный товар.

## Память
- В память о княжестве 9 марта 2001 года[33] был назван астероид (10012) Tmutarakania, открытый 3 сентября 1978 года советскими астрономами Н. С. Черных и Л. Г. Карачкиной в Крымской астрофизической обсерватории[34][35].